# Johanna van Valois (1304-1363)
Johanna van Valois (1304 - Les Andelys, 9 juli 1363) was een Franse prinses uit het huis Valois.

## Levensloop
Johanna was een dochter van Karel van Valois en diens tweede echtgenote Catharina, dochter van heer Filips I van Courtenay. Haar halfbroer Filips VI werd in 1328 koning van Frankrijk.
In 1318 huwde ze met Robert III van Artesië (1287-1342), heer van Beaumont-le-Roger. Robert deed er alles aan om het graafschap Artesië te bemachtigen, dat in handen was van zijn tante  Mathilde. Hij gebruikte zelfs valse documenten om zijn aanspraken op Artesië te doen gelden. Nadat dit ontdekt werd, werd Robert III in 1331 veroordeeld en verbannen. Johanna en haar zonen werden vervolgens op bevel van haar halfbroer opgesloten in het Kasteel Gaillard. Na de troonsbestijging van koning Jan II van Frankrijk in 1350 werden ze terug vrijgelaten.
Johanna van Valois overleed in 1363. Ze werd bijgezet in de Augustijnenkerk van Parijs.

## Huwelijk en nakomelingen
Robert III en Johanna kregen volgende kinderen:
- Christina (1319-?)
- Lodewijk (1320-1326/1329)
- Jan (1321-1387), graaf van Eu
- Johanna (1323-1324)
- Jacob (1325-1347)
- Robert (1326-1347)
- Karel (1328-1385), graaf van Longueville en Pézenas